# Cascading strings
Cascading strings, ibland också benämnt "tumbling strings", ungefär kaskader av stråkar eller snubblande stråkar, är en brittisk variant av underhållningsmusik. I USA förknippas stilen framförallt med lättlyssnad musik, vanligen kallad Beautiful music. Stilen skapades ursprungligen av den brittiske kompositören och arrangören Ronald Binge, men förknippas vanligen med Annunzio Paolo Mantovani och hans orkester. 
De amerikanska skivproducenterna Hugo och Luigi gjorde också en serie inspelningar med beteckningen Cascading Voices, senare Cascading Strings.
En av idéerna med tekniken är att den skall efterlikna akustiken i en stor byggnad, till exempel en katedral, genom simulerad reverb. Effekten uppnås genom att ha flera stråksektioner i samma orkester, som alla spelar något olika arrangemang, vilket ger en kaskadeffekt som skapar illusionen att originalljudet vibrerar.